# 1993년 한국프로야구 신인 드래프트
1993년 한국프로야구 신인선수 지명회의는 지역 연고를 바탕으로 한 '1차 지명'과 지역 연고에 상관없이 지명하는 '2차 지명'과 정식으로 지명을 받지 못한 '신고선수'로 이루어져 있다.

## 1차 지명
- 구단 순서는 A~Z, 가나다 순.

| 구단            | 성명   | 출신학교                             | 포지션 | 비고          |
| --------------- | ------ | ------------------------------------ | ------ | ------------- |
| LG 트윈스       | 이상훈 | 서울고등학교 - 고려대학교            | 투수   |               |
| OB 베어스       | 추성건 | 서울고등학교 - 건국대학교            | 내야수 |               |
| 롯데 자이언츠   | 김경환 | 마산고등학교 - 경성대학교            | 투수   |               |
| 빙그레 이글스   | 구대성 | 대전고등학교 - 한양대학교            | 투수   |               |
| 삼성 라이온즈   | 양준혁 | 대구상업고등학교 - 영남대학교 - 상무 | 내야수 | 1993년 신인왕 |
| 쌍방울 레이더스 | 박상수 | 군산상업고등학교 - 원광대학교        | 외야수 |               |
| 태평양 돌핀스   | 김홍집 | 인천고등학교 - 단국대학교            | 투수   |               |
| 해태 타이거즈   | 이종범 | 광주제일고등학교 - 건국대학교        | 내야수 |               |

※서울 지역 1차 지명 우선권은 LG 트윈스에 있었음.

## 2차 지명
2차 지명 구단 순서는 1992년 리그 순위의 역순이다.
※이름에 가로줄이 그어진 것은 구단이 해당 선수에 대한 지명권을 포기했음을 의미함.
| 지명 순위 | 쌍방울               | LG                   | 태평양               | OB                     | 삼성                   | 해태                 | 빙그레               | 롯데                 |
| --------- | -------------------- | -------------------- | -------------------- | ---------------------- | ---------------------- | -------------------- | -------------------- | -------------------- |
| 1         | 성영재 (인하대,투수) | 김정민 (영남대,포수) | 손차훈 (한양대,내야) | 박상근 (동국대,투수)   | 박충식 (경희대,투수)   | 김훈 (연세대,외야)   | 허준 (경성대,내야)   | 마해영 (고려대,내야) |
| 1         | 김충민 (인하대,포수) | 김정민 (영남대,포수) | 손차훈 (한양대,내야) | 박상근 (동국대,투수)   | 박충식 (경희대,투수)   | 김훈 (연세대,외야)   | 허준 (경성대,내야)   | 마해영 (고려대,내야) |
| 1         | 최태원 (경희대,내야) | 김정민 (영남대,포수) | 손차훈 (한양대,내야) | 박상근 (동국대,투수)   | 박충식 (경희대,투수)   | 김훈 (연세대,외야)   | 허준 (경성대,내야)   | 마해영 (고려대,내야) |
| 2         | 정영규 (동국대,내야) | 김원식 (단국대,투수) | 공의식 (동국대,외야) | 김종성 (경희대,외야)   | 최홍주 (동아대,외야)   | 이용석 (단국대,외야) | 지화선 (동아대,외야) | 송태일 (건국대,내야) |
| 3         | 이광섭 (연세대,투수) | 박재호 (중앙대,외야) | 김갑중 (한양대,외야) | 김덕칠 (성균관대,투수) | 김현욱 (한양대,투수)   | 박철웅 (고려대,투수) | 이민호 (영남대,내야) | 권재광 (동아대,외야) |
| 4         | 한혁수 (경희대,내야) | 강봉수 (중앙대,투수) | 우태원 (광영고,내야) | 김종신 (인하대,투수)   | 유정민 (영남대,투수)   | 이재만 (영남대,투수) | 권오영 (연세대,포수) | 김정훈 (동아대,투수) |
| 5         | 정기창 (한양대,외야) | 최규하 (홍익대,외야) |                      | 염상엽 (단국대,투수)   | 김종국 (공주고,투수)   |                      | 고기성 (동아대,외야) | 박기복 (인하대,외야) |
| 6         |                      | 김경하 (고려대,외야) |                      |                        | 최문호 (중앙대,투수)   |                      | 원현식 (건국대,포수) |                      |
| 7         |                      | 당신상 (단국대,포수) |                      |                        | 허대욱 (인천전문,투수) |                      | 김성열 (인하대,내야) |                      |

## 신고선수
- 구단 순서는 A~Z, 가나다 순.

| 구단          | 성명   | 출신학교                    | 포지션 | 비고 |
| ------------- | ------ | --------------------------- | ------ | ---- |
| OB 베어스     | 김민호 | 경주고등학교 - 계명대학교   |        |      |
| OB 베어스     | 이용호 | 서울고등학교 - 건국대학교   |        |      |
| 롯데 자이언츠 | 백은상 | 중앙고등학교                | 포수   |      |
| 롯데 자이언츠 | 조규철 | 대전고등학교 - 성균관대학교 | 내야수 |      |
| 태평양 돌핀스 | 계기범 | 인천고등학교 - 홍익대학교   | 외야수 |      |
| 태평양 돌핀스 | 신상윤 | 제물포고등학교 - 인하대학교 | 내야수 |      |